# Wydział Elektryczny Politechniki Częstochowskiej
Wydział Elektryczny Politechniki Częstochowskiej – jeden z sześciu wydziałów Politechniki Częstochowskiej.

## Historia
Wydział Elektryczny Politechniki Częstochowskiej powstał w 1966 roku z działającej od 1951 roku w Szkole Inżynierskiej w Częstochowie (od 1955 roku w Politechnice Częstochowskiej) Katedry Elektrotechniki. W latach 1970–1983 Wydział Elektryczny Politechniki Częstochowskiej funkcjonował jako Instytut Elektroenergetyki na prawach wydziału.

## Kierunki kształcenia
Dostępne kierunki:
- Elektrotechnika (studia I i II stopnia)
- Automatyka i Robotyka (studia I i II stopnia)
- Elektronika i Telekomunikacja (studia I stopnia)
- Elektromobilność i Energia Odnawialna (studia I stopnia)
- Inteligentne miasta (studia I stopnia)

## Poczet dziekanów
1. doc. dr inż. Jan Gottfried (1966–1970)
2. prof. dr hab. inż. Janusz Horak (1970–1973)
3. doc. dr inż. Witold Papużyński (1973–1979)
4. prof. dr hab. inż. Irena Dobrzańska (1979–1981)
5. doc. dr inż. Witold Papużyński (1981-1987)
6. prof. dr hab. inż. Irena Dobrzańska (1987-1990)
7. prof. dr hab. inż. Leszek Rutkowski (1990–1993)
8. dr hab. inż. Andrzej Rusek, prof. PCz (1993–1999)
9. dr hab. inż. Andrzej Roman, prof. PCz (1999-2005)
10. dr hab. inż. Andrzej Rusek, prof. PCz (2005–2012)
11. dr hab. inż. Lech Borowik, prof. PCz (2012–2015)
12. dr hab. Katarzyna Oźga, prof. PCz (2016–2019)
13. dr hab. inż. Marek Lis, prof. PCz (od 2019)

## Władze Wydziału
W kadencji 2020–2024:
| Stanowisko                    | Imię i nazwisko                            |
| ----------------------------- | ------------------------------------------ |
| Dziekan                       | dr hab. inż. Marek Lis, prof. PCz          |
| Kierownik dyscypliny naukowej | dr hab. inż. Krzysztof Chwastek, prof. PCz |
| Kierownik dydaktyczny         | dr inż. Andrzej Jąderko                    |
| Kierownik ds. rozwoju         | dr hab. inż. Mariusz Najgebauer, prof. PCz |

## Struktura organizacyjna
| Katedra                                               | Kierownik                               |
| ----------------------------------------------------- | --------------------------------------- |
| Katedra Automatyki, Elektrotechniki i Optoelektroniki | dr hab. inż. Paweł Jabłoński, prof. PCz |
| Katedra Elektroenergetyki                             | dr hab. inż. Andrzej Popenda, prof. PCz |